# Axel Andersen
Axel Sigurd Andersen (ur. 20 grudnia 1891 w Kopenhadze, zm. 15 maja 1931 tamże) – duński gimnastyk, olimpijczyk.
Uczestniczył w rywalizacji na V Igrzyskach Olimpijskich rozgrywanych w Sztokholmie w 1912 roku. Startował tam w dwóch konkurencjach gimnastycznych. W wieloboju indywidualnym zajął 33. miejsce na 44 startujących zawodników. W wieloboju drużynowym w systemie wolnym zajął wraz z drużyną trzecie miejsce.